# Вишнёвое (Винницкая область)
Вишнёвое (укр. Вишневе) — село на Украине, находится в Черневецком районе Винницкой области.
Код КОАТУУ — 0524982703. Население по переписи 2001 года составляет 60 человек. Почтовый индекс — 24112. Телефонный код — 4357.
Занимает площадь 0 км².

## Адрес местного совета
24112, Винницкая область, Черневецкий р-н, с. Гонтовка, ул. Ленина, 15